# Évangile de Matthias
L'Évangile de Matthias est un texte perdu des apocryphes du Nouveau Testament, attribué à Matthias, l'apôtre choisi par tirage au sort pour remplacer Judas Iscariote (Actes 1 :15-26). Le contenu est supposé à partir de diverses descriptions de celui-ci dans les ouvrages anciens des Pères de l'Église. Il y a trop peu de preuves pour trancher si une Tradition de Matthias est le même ouvrage, selon JB Matthews, The Anchor Bible Dictionary (IV:644).